# Price Tag
"Price Tag" é uma canção da cantora e compositora britânica Jessie J, lançada em 25 de janeiro de 2011 como segundo single de seu álbum de estréia, Who You Are. Contando com a participação do rapper B.o.B, "Price Tag" foi composta por Jessica Cornish, Bobby Ray Simmons, Claude Kelly e Lukasz Gottwald, tendo sido produzida pela própria cantora em parceria com Dr. Luke
. A canção estreou em número um no Reino Unido e na Irlanda.

## Composição
"Price Tag" é um up-tempo, "boa" música, flexionado com salto de reggae e um coro cantar junto com vocais fortes de Jessie J, guitarras furtivo, e um contratempo vintage. Liricamente, a canção é sobre Jessie J tentando fazer o mundo dançar por esquecer sobre quanto dinheiro temos.

## Recepção da crítica
A canção recebeu críticas positivas dos críticos de música. Popjustice deu à canção uma crítica positiva, dizendo que era uma "introdução absurdamente viciante para um esforço grande talento, bastante novo." Caspar Smithdo The Guardian chamou a canção e J anterior single 'Do It Like A Dude' "planeta economizando R&B bate-base-em-espera". James Wells da AOL Radio elogiou a canção, dizendo que ele "mostra o incansavelmente otimista cantando, com matizes da Motown e composições para que Jessie J tornou-se conhecida." Ele passou a contrastar a música de outras faixas do álbum de estréia de J Who You Are, chamando-o menos agressivo e mais "sobre as vibrações positivas." Nick Levine da Digital Spy comparou a música com Miley Cyrus "Party in the U.S.A." (2009), que foi co-escrito por Jessie J. Ele disse, "Verdade seja dita," Price Tag 'faz sair um pouco piegas, mas, graças em grande parte, ao carisma de Jessie corajosa ", e descreveu-o como um" banhadas pelo sol, hip-hop-flexionadas midtempo cabeça Nodder".

## Vídeo musical

### Desenvolvimento
O videoclipe foi dirigido por Emil Nava e estreou em 30 de janeiro de 2011.